# Heiner Klemme
Heiner F. Klemme (Ahnsen, 7 maggio 1962) è un filosofo tedesco.
Dall'ottobre 2014 è professore di Storia della filosofia presso l'Università "Martin Lutero" di Halle-Wittenberg e direttore dell'Immanuel-Kant-Forums. 
Il suo lavoro si concentra sulla filosofia dell'Illuminismo in lingua tedesca e inglese, in particolare sulle opere di Immanuel Kant e David Hume. Klemme è considerato uno dei più importanti rappresentanti della ricerca su Kant in Germania. È fondatore e primo presidente della Christian-Wolff-Gesellschaft für die Philosophie der Aufklärung, co-editore di Kant-Studien e Kantstudien-Ergänzungshefte e membro del consiglio di amministrazione della Kant-Gesellschaft e. V. Bonn.

## Biografia
Heiner Klemme è cresciuto a Silixen (distretto di Lippe) e si è diplomato al ginnasio Ernestinum di Rinteln nel 1981. 
Dal 1982 ha studiato filosofia, studi religiosi e sinologia a Marburgo, Edimburgo e Bonn. Nel 1990 ha conseguito il Magister artium presso l'Università Philipps di Marburgo, dove ha lavorato come assistente ricercatore di Reinhard Brandt fino al dottorato nel 1995. 
Dopo l'abilitazione all'insegnamento universitario è passato all'Università Otto von Guericke di Magdeburgo come assistente e nel 2003 come assistente senior. Nel semestre invernale dell'anno accademico 2004/2005, ha ricoperto la cattedra di Storia della filosofia presso l'Università di Marburgo e, nell'inverno successivo, la cattedra di Filosofia pratica presso l'Università di Wuppertal, dove è stato nominato professore nel 2006
Nel 2008 si è trasferito a Magonza per diventare professore di Filosofia moderna con particolare attenzione alla filosofia di Kant presso il Dipartimento di Filosofia dell'Università Johannes Gutenberg di Magonza, dove ha assunto la direzione del Centro di ricerca su Kant. È stato nominato ad Halle-Wittenberg per il semestre invernale 2014/2015.
Nel settembre 2007 è stato professore ospite del Dipartimento di Filosofia dell'Universidade Estadual Paulista "Júlio de Mesquita Filho", Campus de Marília/SP, in Brasile. 
Da aprile 2012 ad aprile 2015 è stato professore ospite presso la Scuola di Filosofia dell'Università di Wuhan (Cina).
Nell'ottobre 2014 ha ricevuto un incarico di studio presso la Western University di London.

## Pubblicazioni (selezione)
- Immanuel Kant. (= Campus Einführungen). Campus-Verlag, Frankfurt am Main / New York 2004, ISBN 3-593-37185-5.
- Die Schule Immanuel Kants ; Mit dem Text „Über das Königsberger Collegium Fridericianum“. von Christian Schiffert. Meiner, Hamburg 1994, ISBN 3-7873-1185-8.
- Kants Philosophie des Subjekts : systematische und entwicklungsgeschichtliche Untersuchungen zum Verhältnis von Selbstbewusstsein und Selbsterkenntnis. Meiner, Hamburg 1996, ISBN 3-7873-1294-3. (zugl.: Marburg, Univ., Diss., 1995).
- Die Idee der Autonomie : Elemente einer deontologischen Theorie des moralisch Richtigen und des Guten. Univ., Habil.-Schr., Magdeburg 2003.
- Immanuel Kant. Campus-Verlag, Frankfurt am Main / New York 2004, ISBN 3-593-37185-5.
- David Hume zur Einführung. Junius, Hamburg 2007, ISBN 978-3-88506-637-8.
- als Hrsg.: Kant und die Zukunft der europäischen Aufklärung. Walter de Gruyter, Berlin / New York 2009, ISBN 978-3-11-020272-4.
- mit Frank Brosow (Hrsg.): David Hume nach dreihundert Jahren. Historische Kontexte, systematische Perspektiven. mentis, Münster 2014, ISBN 978-3-89785-835-0.
- Freiheit, Recht und Selbsterhaltung. Zur philosophischen Bedeutung von Kants Begriff der Verbindlichkeit. In: Markus Rothhaar, Martin Hähnel (Hrsg.): Normativität des Lebens – Normativität der Vernunft. Walter de Gruyter, Berlin / Boston 2015, ISBN 978-3-11-039957-8, S. 95–116.
- mit Manfred Kuehn (Hrsg.): The Bloomsbury Dictionary of Eighteenth Century German Philosophers. Bloomsbury, London / New York 2016, ISBN 978-1-4742-5597-4.
- Unmündigkeit als Programm. Ein Versuch über Heidegger und seine Kritik der Moderne. In: Merkur. Deutsche Zeitschrift für europäisches Denken. 70. Jahrgang, Heft 800, 2016, S. 5–23. ISSN 0026-0096 (WC · ACNP).
- Kants „Grundlegung zur Metaphysik der Sitten“. Ein systematischer Kommentar. Reclam, Stuttgart 2017, ISBN 978-3-15-019473-7.
- mit Ansgar Lorenz: Thomas Hobbes für Einsteiger. Wilhelm Fink, Paderborn 2018, ISBN 978-3-7705-6305-0.
- How is Moral Obligation Possible? Kant’s Principle of Autonomy in Historical Context. In: Stefano Bacin, Oliver Sensen (Hrsg.): The Emergence of Autonomy in Kant’s Moral Philosophy. Cambridge University Press, Cambridge 2018, ISBN 978-1-107-18285-1, S. 10–28.
- mit Antonino Falduto (Hrsg.): Kant und seine Kritiker – Kant and his Critics. Georg Olms, Hildesheim / Zürich / New York 2018, ISBN 978-3-487-15732-0.
- mit Ansgar Lorenz: Immanuel Kant für Einsteiger. Wilhelm Fink, Paderborn 2017, ISBN 978-3-7705-6044-8.
- Die Selbsterhaltung der Vernunft. Kant und die Modernität seines Denkens. Klostermann, Frankfurt 2023, ISBN 978-3-465-04619-6.